# مرد درخشان
مرد درخشان (به انگلیسی: The Glimmer Man) یک فیلم کمدی اکشن آمریکایی در سبک پلیس رفیق محصول سال ۱۹۹۶ به کارگردانی جان گری با بازی استیون سیگال و کینن آیوری وینز است.
فیلمبرداری در لوکیشن و اطراف لس آنجلس در سال ۱۹۹۵ انجام شد. فیلم در ۴ اکتبر ۱۹۹۶ توسط برادران وارنر در ایالات متحده اکران شد. این فیلم عمدتاً نقدهای منفی را از منتقدان فیلم دریافت کرد و در مقابل بودجه ۴۵ میلیون دلاری ۴۱٫۸ میلیون دلار فروخت.

## داستان
جک کول (سیگال) زمانی یکی از مأموران آژانس اطلاعات مرکزی (سیا) بود که به «مرد درخشان» معروف بود، زیرا می‌توانست آنقدر سریع و بی‌سر و صدا در جنگل حرکت کند که قربانیانش قبل از مرگ فقط نوری را مشاهده می‌کردند. پس از بازنشستگی از سیا، کول - آشنا به بودیسم و عادت به کار با دیگران - به یک کارآگاه در اداره پلیس لس آنجلس تبدیل شده است. کول با کارآگاه جیم کمپبل شریک می‌شود، که صبر کمی برای فلسفه‌های عصر جدید کول و نگرش «بیگانه» دارد. کول و کمپبل باید اختلافات خود را کنار بگذارند، زمانی که به آنها منصوب می‌شوند تا قاتل زنجیره‌ای معروف به «مرد خانواده» را که به خاطر عادت او به کشتن کل خانواده‌ها نامیده می‌شود، ردیابی کنند.

## بازیگران
- استیون سیگال در نقش ستوان جت کول
- کینن آیوری وینز در نقش کارآگاه جیم کمپبل
- باب گانتون در نقش فرانک
- برایان کاکس درنقش آقای اسمیت
- جان ام جکسون در نقش دونالد کانینگهام
- میشل جانسون در نقش جسیکا کول
- استیون توبولوسکی در نقش کریستوفر مینارد
- رایان کاترنا در نقش کاپیتان هریس
- ریچارد گنت در نقش کارآگاه رادن
- جسی سهام به عنوان پسر کول
- الکسا وگا به عنوان دختر کول
- نیکی کاکس به عنوان (دوست دختر جانی)
- اسکات نیلسون به عنوان خودش
- جانی قوی به عنوان جانی دوردل
- وندی روبی به عنوان ملانی ساردز
- پیتر جیسون به عنوان پدر مایلی

## بازخوردها
- این فیلم در جایگاه دوم باکس آفیس پس از باشگاه همسران اول قرار گرفت،[۳] اما با وجود این، فیلم در مجموع با شکست مواجه شد و تنها ۲۰٫۳۵۱٫۲۶۴ دلار در ایالات متحده و کانادا و ۴۱٫۸ میلیون دلار در سراسر جهان فروخت.[۴] در برابر بودجه تولید تخمینی ۴۵ میلیون دلاری.
- در راتن تومیتوز، این فیلم بر اساس رای ۲۷ نقد با اجماع ۱۱٪ امتیاز دارد.[۵]
- در متاکریتیک، فیلم بر اساس بررسی‌های ۱۶ منتقد، میانگین وزنی ۳۳ درصد را دارد که نشان‌دهنده «بررسی‌های عموماً نامطلوب» است.[۶]
- تماشاگرانی که توسط سینماسکور نظرسنجی کردند، به فیلم نمره متوسط «B+» در مقیاس A+ تا F دادند.[۷]